# Donga
Donga is een van de twaalf departementen van Benin en ligt in het noordwesten van dat land. Het departement heeft een oppervlakte van goed 10.000 vierkante kilometer en ongeveer 400.000 inwoners (2006). 28,5 procent van die inwoners behoort tot de Yoa, 18,5 procent tot de Lokpa, 11,5 procent tot de Fulbe en 5,7 procent tot de Dendi. De islam is met 72,9 procent veruit de grootste godsdienst. Het christendom volgt op 14,9 procent. De hoofdstad van de Donga is de stad Djougou.

## Grenzen
Extern heeft de Donga in het westen een grens met de regio's Kara en Centrale van buurland Togo. Intern vormt Donga grenzen met de departementen Atacora, Borgou en Collines in respectievelijk het noorden, het oosten en het zuiden/zuidoosten.

## Geschiedenis
De Donga was vroeger het zuidelijke deel van de toenmalige provincie Atacora. Op 15 januari 1999 werden deze en de vijf andere provincies van Benin in twee delen verdeeld. Hierbij werd de Atacora verdeeld in de departementen Atacora en Donga.

## Communes
Het departement is verder verdeeld in vier communes:
- Bassila
- Copargo
- Djougou
- Ouaké

Alibori · Atacora · Atlantique · Borgou · Collines · Donga · Couffo · Littoral · Mono · Ouémé · Plateau · Zou